# Schloss Neuhaus (burcht)

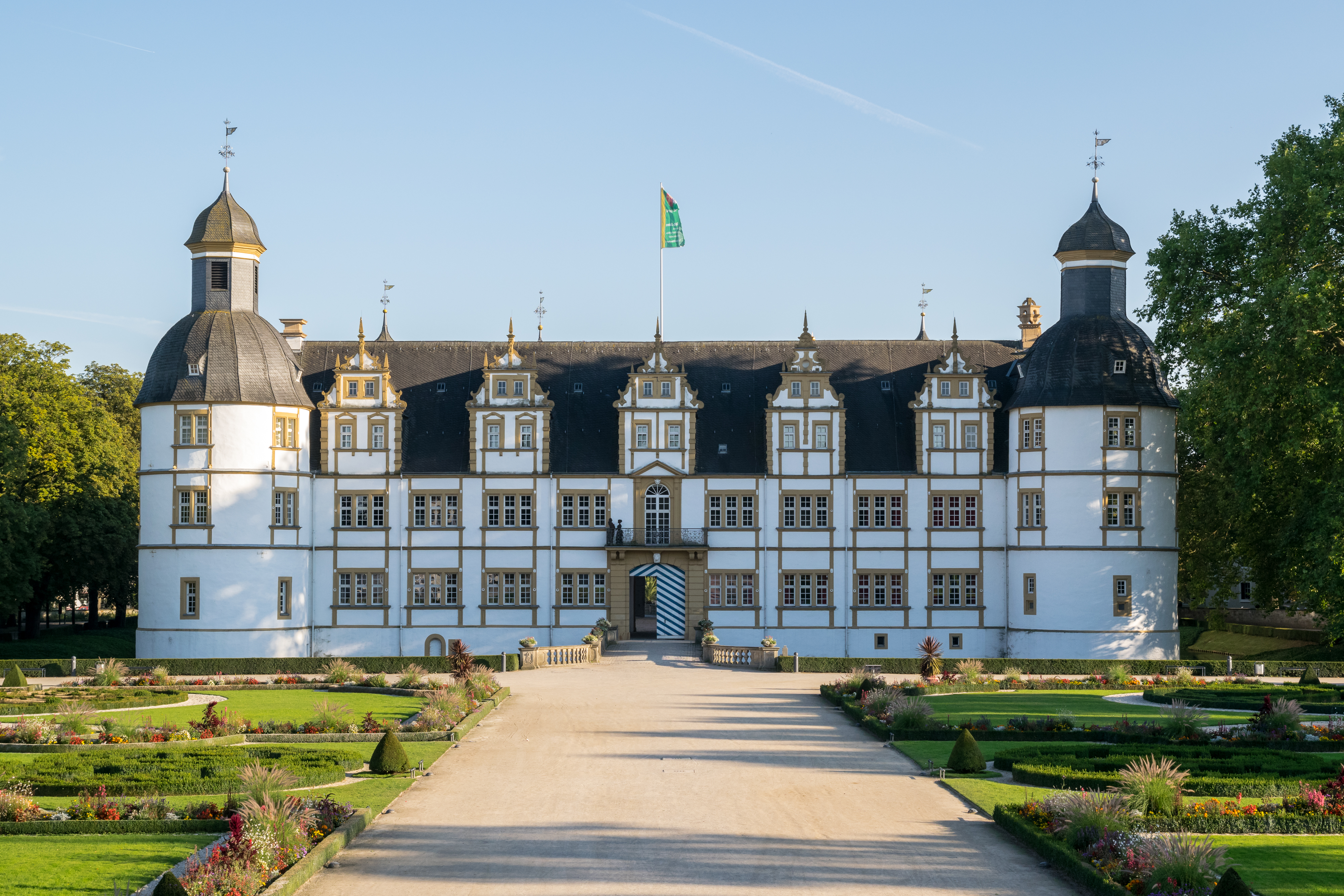
Schloss Neuhaus

Schloss Neuhaus is een waterburcht in renaissancestijl in het stadsdeel Schloss Neuhaus van de Duitse stad Paderborn. Van 1370 tot aan de Napoleontische tijd was het Schloss Neuhaus de residentie van de prins-bisschoppen van Paderborn.
De burcht werd gebouwd in vroege Wezerrenaissance-stijl nabij de samenvloeiing van de rivieren Pader, Lippe en Alme. Prins-Bisschop Dietrich von Fürstenberg (1546-1618) was de bouwheer. Het gaat om een langs de vier zijden bebouwde vierhoek met twee tegenover elkaar liggende toegangspoorten en torens op de vier hoeken. Prins-bisschop Clemens August I van Beieren (1700-1761) liet een pronkzaal inrichten in het slot.
Het kasteel is omgeven door een baroktuin en een kasteelpark met verschillende bijgebouwen.
In het kasteel zijn een school en een museum gevestigd.